# Donji Orlovci
Donji Orlovci (cyr. Доњи Орловци) – wieś w Bośni i Hercegowinie, w Republice Serbskiej, w mieście Prijedor. W 2013 roku liczyła 2236 mieszkańców.